# Llac Illawarra
El Llac Illawarra, Lake Illawarra, és un llac d'Austràlia a la regió Illawarra

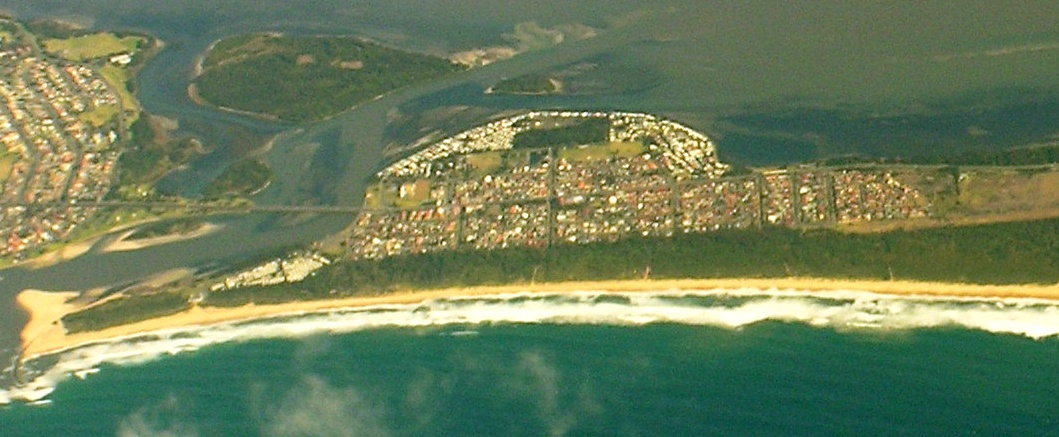
Entrada al LLac Illawarra, a Windang, 2008

Es troba al sud de la ciutat de Wollongong, New South Wales, al nord de la ciutat de Shellharbour, i a 5 km de Dapto. Té una fondària mitjana de 2,1 metres
La descàrrega al Mar de Tasman es troba a la ciutat de Windang.